# Jenő Földesi
Jenő Földesi (* 21. September 1928 in Páli) ist ein ehemaliger Offizier in der Volksrepublik Ungarn und war als Generalmajor (Vezérőrnagy) von 1974 bis 1976 Kommandeur des Nationalen Grenzschutzkommandos (Határőrség Országos Parancsnoksága) sowie zwischen 1976 und 1982 stellvertretender Innenminister für Personalangelegenheiten. Daraufhin war er als Generalleutnant (Altábornagy) von 1982 bis 1985 stellvertretender Innenminister und Leiter der für den Staatssicherheitsdienst und die politische Geheimpolizei der Ungarischen Volksrepublik zuständigen Hauptgruppe BM III Staatssicherheit (Állambiztonsági) des Innenministeriums (Belügyminisztérium). Zuletzt fungierte er von 1985 bis 1989 noch als Staatssekretär im Innenministerium.

## Leben

### Parteifunktionär, Mitarbeiter und Politoffizier der ÁVH
Jenő Földesi, Sohn von Mária Kasza, arbeitete von 1943 bis 1945 erst als Tagelöhner auf einem Bauernhof sowie von 1946 bis 1947 in einem Forstbetrieb in Páli. Im Anschluss war er zwischen 1948 und 1949 als Sekretär des Parteikomitees der Partei der Ungarischen Werktätigen MDP (Magyar Dolgozók Pártja) in Páli und besuchte von Januar bis Februar 1949 die Zentrale Jugendparteischule in Budapest. Er war im Anschluss zwischen Februar und April 1949 Kursleiter der Schule des Volksverbandes der Ungarischen Jugend MINSZ (Magyar Ifjúság Népi Szövetsége) in Mohács sowie von April bis Mai 1949 kurzzeitig Sekretär für Agitation und Propaganda des MDP-Parteikomitees in Kapuvári und danach zwischen Mai und August 1949 Sekretär für Agitation und Propaganda des MDP-Parteikomitees im Kreis Csorna. Nachdem er von August bis Oktober 1949 die Parteihochschule der MDP in Budapest absolviert hatte, war er zwischen November 1949 und April 1950 Erster Sekretär des MDP-Parteikomitees im Kreis Csorna.
Im Anschluss wechselte er zur Staatsschutzbehörde ÁVH (Államvédelmi Hatóság) und war zwischen Mai und Oktober 1950 erst Parteisekretär des Grenzschutzbataillons Orosháza sowie daraufhin von 1950 bis 1951 Ausbilder für Parteiaufbau in der Politischen Abteilung des Nationalen Grenzschutzkommandos (Határőrség Országos Parancsnoksága). Am 15. Januar 1951 wurde er zunächst zum Sergeant (Őrmester) sowie am 1. Juni 1951 zum Unterleutnant (Alhadnagy) befördert und war daraufhin zwischen 1951 und 1952 erst Parteisekretär in der Politischen Abteilung des Nationalen Grenzschutzkommandos. Nach seiner Beförderung zum Leutnant (Hadnagy) im April 1952 war er zwischen Mai und November 1952 Ausbilder für Parteiaufbau in der Politischen Abteilung des Grenzschutzbezirks Zalaegerszeg. Er absolvierte zwischen Oktober 1952 und September 1953 ein Studium an der Militärisch-Politischen „Stalin“-Akademie und war daraufhin zwischen September 1953 und Oktober 1956 Chefsprecher des Nationalen Grenzschutzkommandos und des Kommandos der Inneren Streitkräfte des Innenministeriums. Er wurde im Mai 1954 zum Oberleutnant (Főhadnagy) und war gleichzeitig von August bis Oktober 1956 Leiter der Unterabteilung Parteiaufbau sowie stellvertretender Leiter der Politischen Abteilung des Nationalen Grenzschutzkommandos, ehe er zwischen Dezember 1956 und März 1957 Hauptsprecher dieser Politischen Abteilung war. Nach dem Besuch des „Lenin“-Instituts 1957 und seiner Beförderung zum Hauptmann war er zwischen 1957 und 1960 stellvertretender Sekretär des Parteikomitees der Ungarischen Sozialistischen Arbeiterpartei MSZMP (Magyar Szocialista Munkáspárt) des Nationalen Grenzschutzkommandos, wobei er in dieser Funktion zuletzt am 1. November 1959 zum Major (Őrnagy) befördert wurde. Daraufhin besuchte er zwischen dem 1. September 1960 und dem 1. Juli 1962 die Parteihochschule der MSZMP.

### Aufstieg zum Generalleutnant, stellvertretender Innenminister und Staatssekretär
Im August 1962 kam es zu einer neuerlichen Reorganisation der Staatsschutzaufgaben. Dabei wurde im Innenministerium die Abteilung II Politische Ermittlungen durch die Hauptgruppe BM III Staatssicherheit (Állambiztonsági) als die neue Organisation der politischen Polizei ersetzt. Innerhalb dieser Hauptgruppe wurden fünf Gruppen geschaffen, wobei József Galambos als erster Leiter der Hauptgruppe III Chef der Staatssicherheit blieb. Diese Organisation umfasste alle ungarischen Geheimdienste mit Ausnahme des militärischen Nachrichtendienstes (MNVK 2. Csoportfőnökség), der als Gruppe 2 dem Generalstab der Ungarischen Volksarmee MNVK (Magyar Néphadsereg Vezérkar) unterstellt war.
Daraufhin wurde Jenő Földesi in seinem bisherigen Dienstgrad eines Majors übernommen und wurde daraufhin zunächst stellvertretender Abteilungsleiter sowie im Anschluss vom 1. September 1963 bis zum 30. April 1964 kommissarischer Leiter der Abteilung BM III/V-1 Überprüfung von Verschwörungen („K“ konspirált ellenőrzés). Im Anschluss fungierte er zwischen dem 1. Mai 1964 und dem 1. Mai 1971 als Leiter der Abteilung BM III/6 Personalabteilung (Személyzeti Osztály), die auch für die sogenannte „Forschungsgruppe zur Organisation des Nachschubs von Staatssicherheitskräften“ zuständig war. In dieser Funktion erfolgte am 1. Oktober 1964 seine Beförderung zum Oberstleutnant (Alezredes) sowie am 7. November 1968 zum Oberst (Ezredes). Danach fungierte er vom 1. Juli 1971 bis zum 30. Juni 1974 als Leiter der Abteilung BM III/2 Betriebsüberwachung und Umweltstudien (Operatív Figyelő és Környezettanulmányozó), die über zehn Unterabteilungen verfügte.
Am 21. Juni 1974 wurde Földesi zum Generalmajor (Vezérőrnagy) befördert und übernahm anschließend zwischen dem 1. Juli 1974 und dem 31. Mai 1976 den Posten als Kommandeur des Nationalen Grenzschutzkommandos (Határőrség Országos Parancsnoksága). Im Anschluss fungierte er vom 1. Juni 1976 bis zum 31. Juli 1982 als stellvertretender Innenminister und war als solcher für Personal zuständig. In dieser Funktion besuchte er 1979 einen zweimonatigen Managementlehrgang in der Sowjetunion. Am 1. August 1982 wurde er als Nachfolger von Generalleutnant Lajos Karasz stellvertretender Innenminister und Leiter der für den Staatssicherheitsdienst und die politische Geheimpolizei der Ungarischen Volksrepublik zuständigen Hauptgruppe BM III Staatssicherheit (Állambiztonsági) des Innenministeriums (Belügyminisztérium). Als solcher hielt er auf der Konferenz der Staatssicherheitsorgane in Sofia vom 14. bis zum 18. November 1983 einen Vortrag und befasste sich zudem mit der Rolle der Kirchen in der Volksrepublik. In dieser Funktion wurde er am 1. Oktober 1983 zum Generalleutnant (Altábornagy) befördert und am 1. Mai 1985 von Generalmajor Szilveszter Harangozó abgelöst. Zuletzt fungierte er als Nachfolger von János Kamara vom 1. Mai 1985 bis zum 30. November 1989 noch als Staatssekretär im Innenministerium und war damit nach dem bisherigen Staatssekretär und nunmehrigen Innenminister János Kamara (29. März 1985 bis 16. Dezember 1987) beziehungsweise István Horváth (16. Dezember 1987 bis 23. Januar 1990) der zweithöchste Politiker im Innenministerium und erlebte in dieser Funktion die Öffnung des Eisernen Vorhangs durch Außenminister Gyula Horn. Am 30. November 1989 trat er in der Zeit des Niedergangs des Kádár-Systems und des Zusammenbruchs des Kommunismus in den Ruhestand.

## Weblink
- Földesi Jenő. In: Historisches Archiv der Staatssicherheitsdienste (Állambiztonsági Szolgálatok Történeti Levéltára). Abgerufen am 3. März 2023 (ungarisch).